# Dimitar Radev
Dimitar Radev (12 de julio de 1956, Plovdiv) es un economista búlgaro, que a partir de julio de 2015, es el gobernador del Banco Nacional de Bulgaria (BNB).

## Biografía
Radev tiene una maestría en economía de la Universidad de Economía Nacional y Mundial en Sofía, y tiene una beca en la Universidad de Georgetown en Washington. 
De 1980 a 1992, tuvo varios cargos dentro de la política, jefe de departamento en el ministerio de finanzas, del gabinete de finanzas (Consejo de Ministros) y planificación. De 1992 a 2001, fue viceministro de finanzas de seis gobiernos seguidos. Entonces, fue asistente para el director de administración del Fondo Monetario Internacional (FMI) durante dos años, hasta el 2003, antes trabajó en el FMI como asesor en el campo de las finanzas públicas. En 2006, fue economista senior en el FMI, en el departamento de la política fiscal (Departamento de Asuntos Fiscales). 
El 15 de julio de 2015 fue nombrado gobernador del Banco de Bulgaria sucediendo a Ivan Iskrov, que llevaba en el cargo desde 2003. 